# 2018年5月

## 5月1日
- 多明尼加政府宣布與中華人民共和國建立大使級外交關係，並與中華民國斷交[1]。
- 摩洛哥政府宣布與伊朗斷交，並指控伊朗透過黎巴嫩真主黨支援在西撒哈拉進行獨立運動的波利薩里奧陣線。[2]
- 台灣藝人孫越晚間9點56分，因敗血症合併多重器官衰竭，病逝於台大醫院[3][4]，享壽87歲。
- 巴塞罗那足球俱乐部夺得2017–18赛季西班牙足球甲级联赛冠军[5]。

## 5月2日
- 剑桥分析公司宣布“立即停止所有营运”，并在英国和美国申请破产[6][7]。

## 5月3日
- 印度西北部遭受沙尘暴（英语：2018 Indian dust storms）的严重侵袭，其中北方邦受灾最严重[8]。

## 5月4日
- 瑞典学院宣佈2018年度诺贝尔文学奖將押後至與2019年度獎項同時宣佈得獎結果[9]。此前，因瑞典学院丑闻在4月初陆续有院士离席，后引发此项决定。
- 美國海軍宣佈重新組建第二艦隊[10]。
- 當地時間5月4日，美国夏威夷发生自1975年以来最严重的地震，里氏震级6.9级[11]，至少造成2人死亡，28人受伤[12]。同时，基拉韦厄火山爆发，当地居民须紧急撤离[13]。

## 5月5日
- 無人火星登陸載具洞察號發射升空[14]。
- 俄羅斯全國有27個城市舉行反政府示威，部分人高呼「不要沙皇」的口號，有近1600人被捕，包括發起示威的反對派領袖納瓦爾內（Alexei Navalny）[15]。
- 美國白宮發言人桑德斯（Sarah Huckabee Sanders）署名發表聲明，嚴辭批評中国民用航空局於4月25日致函36間外國航空公司要求更改其網站及宣傳品中有關台灣、香港及澳門的標識以符合中國共產黨的標準的做法，形容中共將其政治觀點強加於美國公民及私營公司的趨勢日益增長，指中方是在發表「奧威爾式的胡言亂語」（Orwellian nonsense）。聲明強調，中国對其國內互聯網的壓制舉世聞名，但中国向美國以至自由世界其他地方輸出審查制度、「政治正確」的努力必定將受抵制。聲明呼籲中国停止威脅、脅迫美國的航空公司及公民[16]。

## 5月6日
- 2018年黎巴嫩大選進行投票[17]。
- 巴基斯坦內政部長阿桑·伊克巴爾，在旁遮普省納羅瓦爾縣的選舉集會演講後，上車時遭到行刺，右臂中槍受傷。槍手準備開第二槍時被警員和在場人士制服。該槍手年約20歲，聲稱屬於新興極右組織巴基斯坦萊拜克運動（英语：Tehreek-e-Labaik）。該組織領導人哈迪姆·侯賽因·里兹維（英语：Khadim Hussain Rizvi）事後稱他不教導暴力，指槍擊案與該組織無關，然而他曾鼓吹凡褻瀆先知者都應被處死。該組織抗議巴基斯坦政府修改選舉法的國會議員誓詞，指政府此舉是「宗教褻瀆」，並在2017年11月發起三週的街上抗議令首都癱瘓，政府其後屈從撤回修訂。[18][19][20]
- 阿富汗霍斯特省一所用作選民登記站的清真寺遭到炸彈襲擊，造成至少14人死亡，逾30人傷。[21]
- 中國外交部發言人耿爽回應美國政府的批評，指出無論美國說什麼都不會改變「一個中國」的客觀事實，外國企業在中國經營應當「尊重中國的主權和領土完整，遵守中國法律，尊重中國人民民族感情」。[22]

## 5月7日
- 朝鮮勞動黨委員長金正恩一個多月後第二次訪華，乘坐專機到大連訪問兩日，與中國共產黨中央委員會總書記習近平會晤。[23]
- 「Me Too」反性侵運動主要支持者，民主黨美國紐約州總檢察長埃里克·施奈德曼（英语：Eric Schneiderman）爆出虐待女性醜聞。《紐約客》雜誌晚上刊登文章，稱有四名女性指控他在交往期間向她們施暴。施奈德曼否認指控，但在文章刊登後3小時內就宣布辭職。[24]
- 俄羅斯總統弗拉基米爾·普京在克里姆林宮宣誓就職，開始其第四個總統任期。[25]

## 5月8日
- 中国共产党中央委员会总书记习近平被美国著名杂志《福布斯》评为“全球最具影响力人物”，是他自2012年当选总书记上榜后首次登上榜首。[26]排名超越俄罗斯总统普京和美国总统特朗普。其他榜上有名的中国人还有李克强（15位）、马云（21位）、马化腾（27位）、李嘉诚（46位）、王健林（52位）、李彥宏（58位）、许家印（60位）等。[27]
- 美國總統唐納·川普宣佈美國將會退出聯合全面行動計劃，並將重啟先前撤銷的針對伊朗的經濟制裁。[28]
- 刚果民主共和国政府宣佈該國發生埃博拉出血热疫情。[29]

## 5月9日
- 2018年马来西亚大选進行投票[30]。大馬選委會資料顯示，由前马来西亚首相马哈迪·莫哈末所領導的反對黨「希望聯盟」勝選成為國會多數，終結巫統與國民陣線執政聯盟自馬來西亞獨立以來近61年的執政，達成該國聯邦層級首次的政黨輪替紀錄，也讓將二度擔任首相的馬哈迪成為目前最高齡的國家領導人。[31][32][33][34]

## 5月10日
- 马哈迪·莫哈末宣誓就任馬來西亞總理。[35]
- 美國總統唐納德·特朗普宣布與朝鮮勞動黨委員長金正恩的會面將會在6月12日於新加坡舉行。[36]

## 5月11日
- 菲律賓最高法院法官以8票對6票批准收回被僭佔職位（quo warranto）的公訴，批准政府要求取消塞雷諾任命的訴狀，裁定瑪麗亞·塞雷諾的首席法官任命不合法，需即時革職，並頒下153頁判詞。塞雷諾有十天的時間自辯。塞雷諾被指控沒有遵照首席法官申請者要求，向司法和律師理事會提交十年的資產負債表。總檢察長卡利達表示塞雷諾一再不提交及向理事會作不誠實辯解，表明她固執地拒絕守法，全無個人操守，而裁決維護了司法系統的尊嚴和穩定。塞雷諾被視為菲律賓政界高層僅餘少數獨立聲音，多次批評總統杜特爾特攻擊法治及其禁毒戰爭，外界質疑其下馬是當局的政治報復。有支持和反對塞雷諾的人群示威，支持者高峰時約有2000人，在場有600名警員戒備。塞雷諾稱有六名贊成的法官應該禁止投票，所以她應該獲得勝利，又感謝在場支持者。法院判詞則稱缺乏強而有力證據證明該六名法官存在偏見而須禁止投票，故此駁回她的動議。[37][38][39][40]塞雷諾曾經袒護因為收受毒販金錢被拘留的前司法部長德利馬。

## 5月12日
- 2018年伊拉克議會選舉進行投票。[41]
- 2018年歐洲歌唱大賽決賽在里斯本舉行，以色列歌手妮塔·巴茨莱凭借歌曲《玩物》（Toy）获得529分成为大赛冠军[42]。
- 格鲁吉亚内政部凌晨在首都第比利斯最有名的几家夜店Bassiani、Mtkvari、Cafe Gallery展开缉毒专项行动，期间大量夜店客人被赶出，与警方发生冲突。后部分青年决定前往格鲁吉亚议会抗议不公，期间有不少不满施政的民众加入。数千名民众当日就在国会外展占据空间，举行大型夜店式活动放送劲爆音乐与跳舞，以此表达诉求[43]。
- 法國巴黎第二區一處餐廳酒吧林立區域，晚上近9時有男子持刀襲擊途人，並高呼「真主至大」，造成一名29歲男子死亡，四人受傷。有兩名傷者情況嚴重但無生命危險，包括一名背部受傷已接受手術的34歲盧森堡男子，以及一名臉部嚴重受傷的54歲婦人。行兇者後被警察擊斃。行兇者1997年生於車臣共和國，2010年隨母親入籍法國，2016年被列入威脅國家安全名單（fiche S）。伊斯蘭國承認責任。[44][45][46][47]

## 5月13日
- 印尼泗水三座教堂連環爆炸，至少13人遇難，40多人受傷。警方表示襲擊者是最近從敘利亞回國的一家六口人，包括兩名兒童[48][49]。

## 5月14日
- 加泰隆尼亞議會選出獲正流亡德國的自治區前主席普伊格蒙特（Carles Puigdemont）點名推舉的托拉（Quim Torra）出任自治區主席，托拉當選後發表講話，表明會繼續推動加泰脫離西班牙獨立，又強調普伊格蒙特仍然是加泰合法領袖，自治區政府將設法讓普伊格蒙特結束流亡、返回加泰施行合法管治[50]。
- 美國駐以色列大使館搬遷至耶路撒冷[51]。美國駐耶路撒冷總領事館仍繼續分開運作。
- 巴勒斯坦加沙地帶發生自2014年戰爭以來最血腥的示威鎮壓，以色列軍向在加沙邊境圍籬附近的示威群眾大量發射實彈、燃燒彈及催淚彈，造成至少60人被殺，超過2700人受傷，被殺者中至少8名是16歲以下的少年，以及一個8個月大的嬰兒。巴勒斯坦自治政府譴責以色列「可怕的大屠殺」，宣佈哀悼三日，並在次日即災難日大罷工。國際上廣泛譴責以色列。聯合國人權事務高級專員稱以色列必須立即停止在加沙開火，暴力侵犯人權者必須被追究責任，國際社會需要確保為受害者伸張正義。法國總統馬克龍譴責以色列軍的暴力，也反對美國搬遷大使館的決定。南非召回駐以色列大使。土耳其總統埃爾多安指控以色列「國家恐怖主義」及「種族滅絕」，宣佈全國哀悼三日，並召回駐美國及駐以色列大使。[52][53][54]Facebook並沒有為巴勒斯坦用戶開啟安全確認功能（英语：Facebook Safety Check），與兩日前造成一死的巴黎襲擊案相反。[55]
- 泰國英文報章《曼谷郵報》（Bangkok Post）的總編輯Umesh Pandey晚上在FB發文，指由於他持續發表批評泰國軍政府的報道，拒絕接受董事會成員停止做法的指令而被董事會辭退[56]。

## 5月16日
- 美国参议院以52票对47票通过决议，要求推翻联邦通讯委员会於2017年做出的废除奥巴马时期“网络中立”规则的决定。所有民主党人以及3名共和党人投了支持票[57]。

## 5月17日
- 凌晨时分夏威夷基拉韦亚火山活动加剧，火山灰喷发高度达3万英呎（约9100米），其活動已持續兩星期，尚未有人员伤亡的消息。美国地质勘探局因應首次发布航空红色警报[58]。

## 5月18日
- 古巴航空972号班机從何塞·马蒂国际机场起飛後不久墜毀，造成超過100人喪生[59]。
- 美国德克萨斯州圣塔菲高中（英语：Santa Fe High School）发生校园枪击案，9名学生和1名老师遇害，10名学生受伤[60]。

## 5月19日
- 英國哈里王子與梅根·马克尔舉行婚禮[61]。
- 第71屆坎城影展舉辦頒獎典禮，日本導演是枝裕和執導的《小偷家族》獲得最高榮譽金棕櫚獎[62]。
- 美国和中国高级经贸代表团在华盛顿經過一连两天的谈判後發表联合声明，称双方同意采取措施实质性减少美中贸易逆差，包括中国将大幅增加购买美国商品与服务，但没有提到任何具体数字[63]。

## 5月20日
- 2018年委內瑞拉總統選舉進行投票[64]。

## 5月21日
- 世衛聯同剛果衛生部門及非牟利組織，開始於剛果民主共和國北部大城市姆班達卡測試預防伊波拉病毒的新疫苗，期望能抑制當地疫情[65]。
- 土耳其法院判處104名參與2016年土耳其政變的前軍官終身監禁[66]。

## 5月22日
- 是日為泰國推翻前首相英祿政府的軍事政變4周年，共有約500名示威者在曼谷兩個地方集會，不滿泰國陸軍總司令巴育遲遲未有交還權力，要求政府按計劃舉行大選。當局派出3000名警員阻撓，近傍晚時分已把民眾驅散[67]。

## 5月23日
- 美国商务部宣布依据《貿易擴張法》第232款，对汽车以及汽车零部件进口是否影响美国国家安全展开调查[68]。

## 5月24日
- 布基納法索外交部長宣布，為了維護國家和人民在國際上的利益，決定與中華民國斷交。[69]
- 美國總統特朗普宣佈取消2018年朝美首脑会议[70]。

## 5月25日
- 在宣布取消2018年朝美首脑会议后不到24小时，美国总统特朗普表示，会谈或将如期举行[71]。
- 欧盟的（GDPR）生效。
  - 几个美国新闻网站随后在英国和欧洲下线，包括《洛杉磯時報》，《芝加哥論壇報》等。[72]
  - 奥地利隐私组织NOYB（英语：NOYB – European Center for Digital Rights）向四个欧盟国家的监管机构提出投诉，指控Facebook，Google，Instagram和WhatsApp违反了GDPR。[73][74]
- 爱尔兰举行宪法公投以决定是否允许爱尔兰议会对终止妊娠的规定进行立法。[75]

## 5月26日
- 布基納法索与中華人民共和國恢复建立大使级外交關係。[76]
- 韩国总统文在寅与朝鲜最高领导人金正恩在板门店朝方一侧的统一阁再次会面[77]。
- 皇家馬德里在2018年歐洲冠軍聯賽決賽以3比1擊敗利物浦，奪得冠軍[78]。

## 5月27日
- 2018年哥倫比亞總統選舉進行首輪投票[79]。

## 5月29日
- 美國政府宣佈將會對總值500億美元的中國商品徵收25%關稅，最終的徵稅清單將於6月15日公佈[80]。

## 5月30日
- 在2018年5月29日據報遭到槍手殺害的俄羅斯新聞工作者阿爾卡季·巴布琴科（英语：Arkady Babchenko）在烏克蘭的一個直播電視節目中現身[81]。
- 美軍太平洋司令部改名為印太司令部，美國國防部長馬蒂斯在夏威夷太平洋司令部總部，出席新舊司令交接儀式，宣布此項變化。馬蒂斯說，改名是為加強太平洋與印度洋的關係，以反映太平洋和印度洋地區，尤其是印度在海上安全的緊密關係，又暗指中國在區內藉經濟增強影響力。印太司令部新任司令、海軍上將戴維森致辭時也提及中國，指中國正加強軍隊實力，企圖在印太地區以至全球取代美國的影響力[82]。
- 日本政府研究引進外勞政策方案，計劃在國內缺工嚴重的建造業、農業、住宿、看護和造船業五個行業，在2025年前引進逾50萬名外勞，並設立最長為5年的新居留工作資格[83]。